# حمیدرضا ششجوانی
حمیدرضا ششجوانی (متولد ۱۳۵۴) پژوهشگر، نویسنده و مترجم ایرانی در زمینهٔ اقتصاد فرهنگ و هنر است. وی در رشته‌های جامعه‌شناسی، اقتصاد فرهنگ، و سیاست‌گذاری فرهنگی تحصیل کرده و از بنیان‌گذاران رشتهٔ اقتصاد هنر در دانشگاه‌های ایران است. وی هم‌چنین عضو انجمن بین‌المللی مطالعات بازار هنر (TIAMSA) ، عضو پیوستهٔ انجمن جهانی اقتصاد فرهنگ (ACEI) و مدیر مرکز توسعه صنایع فرهنگی و خلاق (CACIMA) است.

## فعالیت‌ها
ششجوانی فعالیت‌های خود را از ابتدای دهه ۸۰ با پژوهش «امکانات نهادی افزایش تولیدات هنری» آغاز کرد و نخستین کتابش را در سال ۱۳۸۵ با عنوان «سرمایه اجتماعی و کارآفرینی» در دانشگاه اصفهان منتشر کرد. وی مدتی در دفتر پژوهش‌های سیما و زیر نظر محبوبه مهاجر به ترجمه مشغول بود. از سال ۱۳۹۱ در برخی از دانشگاه‌ها مانند دانشگاه هنر تهران، دانشگاه الزهرا، دانشگاه هنر اصفهان و دانشگاه علم و فرهنگ اقتصاد هنر تدریس می‌کند و به موازات تدریس، به طرح مفاهیم بنیادیِ اقتصاد هنر و بازار هنر در برخی نشریات هنری ایران، از جمله تندیس، پشت‌بام و آنگاه، پرداخته است. 

او از مخالفان مداخله دولت در اقتصاد فرهنگ است و در بیشتر نوشته‌های خود تلاش کرده تا «شکست دولت» (Government failure) را در عرصه اقتصاد فرهنگ اثبات کند. وی کتاب «ارزیابی و بازنگری یارانه‌های کتاب و مطبوعات» را در خصوص همین ناکارایی دولت نوشته‌است. وی همنوا با بسیاری از پژوهشگران اقتصادی جهان معتقد است پارادایم اقتصادی جهان به سمت اقتصاد خلاق تغییر کرده و این می‌تواند بدل به پنجره ای اقتصادی برای ایران شود چرا که مزیت‌های ایران در بخش فرهنگ و هنر و میراث بیشتر است. او در چند سال اخیر با انجام پژوهش، برگزاری سمینار، سخنرانی و گفتگوهای رادیویی و تلویزیونی دربارهٔ صنایع فرهنگی و خلاق و نیز کسب و کارهای دیجیتالِ فرهنگ بنیان سعی دارد تا نظر کنشگران فرهنگ و سیاست گذاران را به این موضوع جلب کند.

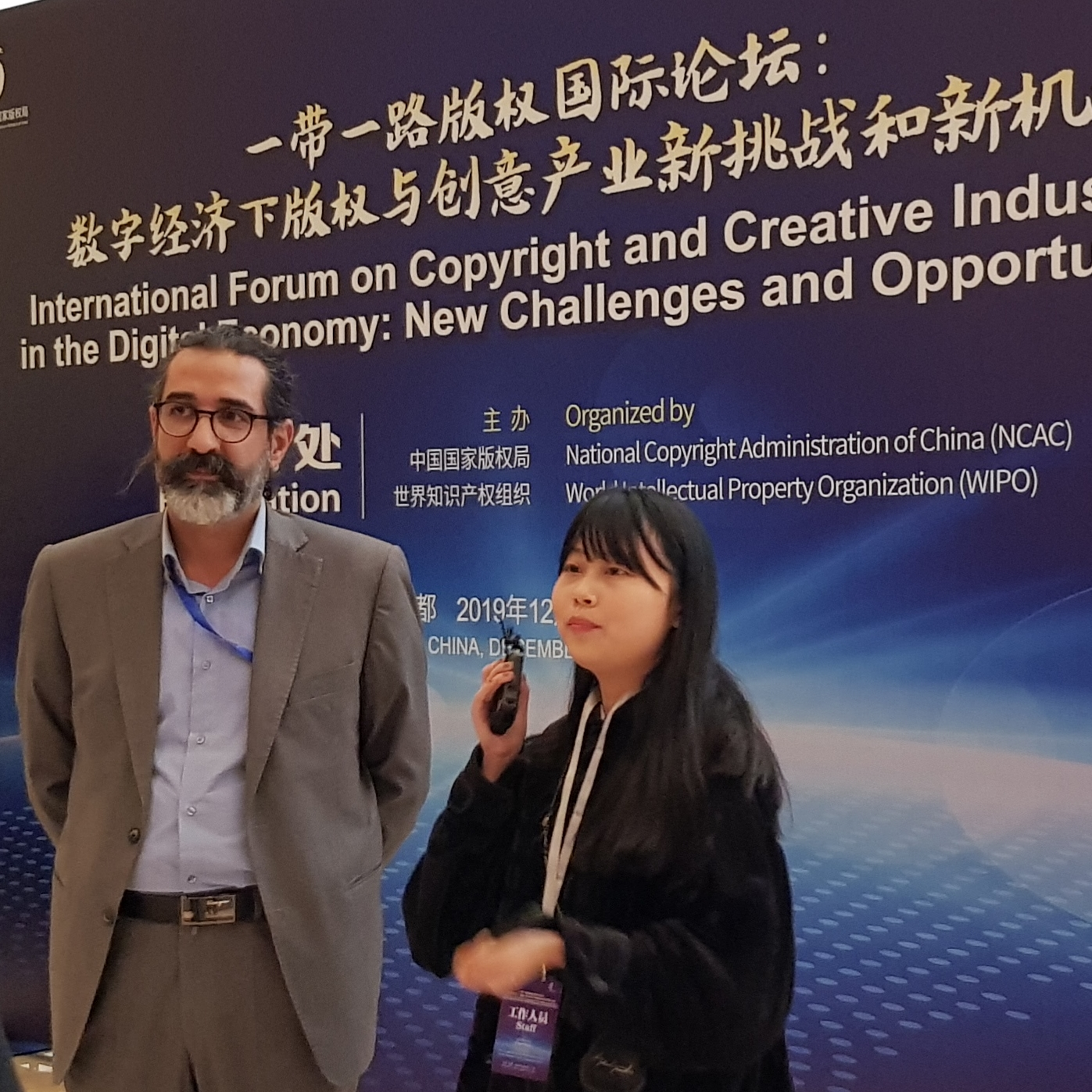
کنفرانس بین‌المللی کپی‌رایت و صنایع خلاق در اقتصاد دیجیتال، سازمان جهانی مالکیت فکری، چانگدو، چین

ششجوانی در چندین همایش ملی دربارهٔ اقتصاد هنر، حقوق مالکیت هنری دبیر یا عضو کمیته علمی بوده‌است.او عضو کمیته تدوین سند برنامه ششم توسعه در بخش فرهنگ و هنر بوده و در دولت‌های یازدهم و دوازدهم در دفتر مطالعات راهبردی و دبیرخانه اقتصاد فرهنگ و هنر مشاور اقتصاد فرهنگ و هنر بوده‌است. وی از سال ۱۳۹۶ به عنوان نماینده ایران در نشست‌های مربوط به اقتصاد فرهنگ و مباحث اقتصادی کپی‌رایت در سازمان جهانی مالکیت فکری WIPO در سوییس و چین شرکت داشته‌است.
ششجوانی که دوره کپی‌رایت مدرسه حقوق هاروارد را گذرانده  در تدوین لایحه جامع حمایت از حقوق مالکیت ادبی و هنری مشارکت داشته و به صورت تخصصی دربارهٔ مواد مربوط به حق بازفروش (Droit de suite) و مدیریت جمعی حقوق هنری (Collective rights management) کار کرده‌است. 

## کتابشناسی

### تألیف
- جیغار، مجموعه شعر، ۱۳۸۷
- کارآفرینی فرهنگی و اقتصاد هنر، ۱۳۹۱
- ارزیابی و بازنگری نظام یارانه دهی مطبوعات و کتاب ۱۳۹۶
- بررسی اجمالی موانع برآورد سهم فرهنگ در اقتصاد، ۱۳۹۶
- کودکان و تلفن همراه؛ پژوهشی درباره رفتارهای مصرفی کودکان، ۱۳۹۷
- راهنمای حقوق مالکیت هنری، ۱۳۹۸
- صنایع خلاق؛ بررسی وضعیت ایران، ۱۳۹۹

### ترجمه
- سرمایه اجتماعی و کارآفرینی، فیلیپ کیم و هوارد آلدریچ؛ انتشارات دانشگاه اصفهان، ۱۳۸۵.
- کارآفرینی در عمل، مری کالتر؛ انتشارات تحقیقات نظری، ۱۳۸۶.
- چرا هنرمندان فقیرند: درآمدی به اقتصاد استثنایی هنر، هانس ابینگ؛ انتشارات دانشگاه اصفهان، ۱۳۹۲.
- اقتصاد هنر معاصر؛ بازارها، راهبردها و نظام ستاره سازی، آلیسیا زورلونی؛ انتشارات فرهنگستان هنر، ۱۳۹۴.
- کارآفرینی هنر و توسعه اقتصادی، رونی جی فلیپس؛ انتشارات علمی و فرهنگی، ۱۳۹۵.

### مقالات
- برآورد جریمۀ درآمدی و تابع درآمد ازدست‌رفتۀ نویسندگان ادبی در ایران؛ پژوهشی در اقتصاد ادبیات، مجله مسائل اقتصاد ایران، ۱۳۹۹
- سیاست‌گذاری اقتصادی بخش فرهنگ؛ بررسی اثر سیاست تنظیمی کپی‌رایت بر درآمد نویسندگان ادبی در ایران، مجله اقتصاد و تجارت نوین، ۱۴۰۰
- از پول حرفی نزنیم، درباره گروه آزاد نقاشان و مجسمه سازان، مجله پشت‌بام، شماره ۵، ۱۳۹۹
- هنر در زمانۀ حکم‌رانی پول، حلقه انتقادی گیومه، ۱۳۹۸
- سقاخانه و اقتصاد هنرِ دولت بنیان، مجله پشت‌بام، شماره ۱، ۱۳۹۷
- نان خوردن از هنر؛ گونه‌شناسی گالری‌های هنری از چشم‌انداز بازار هنر، مجله آنگاه، شماره ۹، ۱۳۹۸
- حقوق مالکیت هنری و بازار هنر، نگاهی به هنر معاصر ایران و برخی چالش‌‌های حقوقی آن، فصلنامه حقوق، ۱۳۹۵
- از هنر تا پول؛ تأملی درباره‌ی حق بازفروش اثر هنری، مجله تندیس، شماره ۳۵۱ و ۳۵۲، ۱۳۹۶
- فرو افتادنِ «خروس جنگی»، آدرس غلط، مجله پشت‌بام، شماره ۲، ۱۳۹۸
- سیاستهای حمایتی و یارانه های هنر، در کتاب مجموعه مقالات همایش پژوهشی اقتصاد هنر ایران، ۱۳۹۴
- تقلب در بازار هنرهای تجسمی، مجله تندیس، شماره ۳۴۰، ۱۳۹۵
- داستان هایی از موزه های هلند، درس هایی برای ما، مجله تندیس، شماره ۳۳۶، ۱۳۹۵
- اجرا شدن یا نشدن، مسأله این است! بحثی دربارۀ حقوق مالکیت هنری، مجله زمینه، شماره ۲، ۱۳۹۷